# Haid Center
Das Haid Center ist ein Einkaufszentrum in Ansfelden in Oberösterreich. Es liegt an der Kremstal Straße (B 139) in unmittelbarer Nähe des Autobahnknotens Haid (West Autobahn/Welser Autobahn).

## Geschichte
Das ehemalige Shopping Center Haid wurde 1991 als loser Zusammenschluss von Geschäften (Maximarkt, Toys'R'Us, Ikea) gegründet und Anfang des neuen Jahrtausends zu einem Shoppingcenter. Im September 2006 erhielt es seinen heutigen Namen Haid Center und wurde von der Inter Ikea Center Austria GmbH übernommen. Am 3. September 2012 wurde der Verkauf des Haid Center von Inter Ikea an ECE European Prime Shopping Centre Fund bekannt gegeben.

## Daten
Mit einer Verkaufsfläche von etwa 100.000 m² ist es eines der größten Einkaufszentren in Oberösterreich. Das Haid Center beherbergt insgesamt über 80 Betriebe und bietet 2.100 Mitarbeitern Arbeit. Es stehen 2.500 Parkplätze kostenlos zur Verfügung. Die Kundenfrequenz beträgt durchschnittlich 4 Millionen Personen pro Jahr (das sind etwa 13.000 Besucher pro Tag). Im Einzugsbereich des Einkaufszentrums wohnen 1,7 Millionen Personen.

## Kritik
Vor allem das erhöhte Verkehrsaufkommen rund um das Haid Center wird oft kritisiert. Eine deutliche Entlastung soll der geplante Bau der Umfahrung Haid der Kremstal Straße bringen.